# Державне багатство народів
«Державне багатство народів, або Як управління державними активами може посилити чи підірвати економічне зростання» (англ. The Public Wealth of Nations) — науково-популярна книга шведських економістів Дага Деттера та Стефана Фьольстера, у якій стверджується, що уряди країн володіють комерційними активами вартістю у трильйони доларів. Такі активи включають підприємства, нерухомість, лісові масиви тощо. Управління ними часто є незадовільним.

## Про книжку
У книзі пояснюється, як можна покращити управління такими активами, ізолювавши його від політичного втручання. Це можливо завдяки передачі активів до незалежних фондів національного багатства (ФНБ) — холдингових компаній, професійні управляючі яких мають змогу «витиснути» із управління цими активами такий самий результат, який вони «витискають» із управління приватними.
Автори доводять, що завдяки покращенню управління державними активами можливо підвищити стандарти життя та зміцнити демократичні інституції у всьому світі. Професійне управління державними активами здатне збільшити надходження до державної казни на 2,7 трильйони доларів США на рік — суму, якої достатньо для того, щоби удвічі збільшити обсяг інвестицій в інфраструктуру.

## Відзнаки
Журнал The Economist включив видання до свого списку «Книг 2015 року», а газета Financial Times — до «Найкращих книг 2015 року».

## Український переклад
Державне багатство народів, або Як управління державними активами може посилити чи підірвати економічне зростання / Даг Деттер, Стефан Фьольстер ; пер. з англ. Ірини Піонтківської. — Львів : Видавництво Старого Лева, 2018. — 328 с. — ISBN 978-617-679-426-4.